# بوبي كليمنت
بوبي كليمنت، لاعب كرة قدم نيجيري، يلعب في نادي جبة السعودي.

## روابط خارجية
- بوبي كليمنت على موقع قاعدة بيانات كرة القدم.إي يو (الإنجليزية)
- بوبي كليمنت على موقع Soccerway.com (الإنجليزية)
- بوبي كليمنت على موقع GSA (الإنجليزية)